# Interochromis loocki
Interochromis loocki – gatunek słodkowodnej ryby z rodziny pielęgnicowatych (Cichlidae), jedyny przedstawiciel rodzaju Interochromis. 

## Występowanie
Gatunek endemiczny, szeroko rozprzestrzeniony w jeziorze Tanganika w Afryce Wschodniej. Występuje w płytkich wodach nad skalistym dnem.

## Opis
Osiąga w naturze do około 10 cm długości. 

## Ochrona
Gatunek wpisany do Czerwonej księgi gatunków zagrożonych w kategorii LC.